# Brunnsbo, Östervåla
Brunnsbo är en by i Östervåla socken, Heby kommun.
Brunnsbo omtalas i dokument första gången 1454 ("i Brynnilsbodda") då brukarna i Brunnsbo ingick bland de som stämts av kyrkoherden i Östervåla för att ha tillvållat sig en äng. Under 1500-talet består Brunnsbo av ett mantal skatte om 6 öresland 4 penningland, med en skatteutjord i Svingbolsta. Förleden i bynamnet kommer av det fornsvenska mansnamnet Bryniolf. 
Bland bebyggelser på ägorna märks Bergviken, som ligger på platsen för ett tidigare soldattorp för roten 326 vid Västmanlands regemente för Brunnsbo och Åby. Namnet Bergviken är dock ungt och har fått namn efter en angränsande bebyggelse på Huggle ägor. Jåsbon (1549 "Iåpsboda") är ett åkerstycke i byn, som tidigare var skatteutjord till Borgen. På 1700-talet ägdes Jåsbon en tredjedel var av Brunnsbo, Borgen och Helganbo. Det kan handla om en övergiven gård, men något säkert belägg på att det handlat om något annat än ett bodland finns inte. Brunnsbo hade del i Storvallens fäbodar strax öster om sjön Toften.